# Armeegruppe Blumentritt
De Armeegruppe Blumentritt was een Duitse Armeegruppe (Nederlands: Legergroepering) in de Tweede Wereldoorlog.  De Armeegruppe kwam in actie in de laatste maand van de oorlog in Noordwest-Duitsland.

## Krijgsgeschiedenis
Op 10 april 1945 werd de Armeegruppe Blumentritt gevormd door omdopen van Armeegruppe Student, door wisseling van bevelhebber.
De Armeegruppe voerde de Duitse verdediging in Noordwest-Duitsland en beschikte over een samenraapsel van allerlei eenheden en resten van eenheden. De Britse 21e Legergroep dreef de Armeegruppe voor zich uit richting het noorden.
Op 5 mei 1945 capituleerde de Armeegruppe Blumentritt ten noorden van Bremen, als onderdeel van de deelcapitulatie van de Wehrmacht in Noordwest-Duitsland, Nederland en Denemarken.

## Commandanten
| Rang                   | Naam                | Begin         | Eind       |
| ---------------------- | ------------------- | ------------- | ---------- |
| General der Infanterie | Günther Blumentritt | 10 april 1945 | 5 mei 1945 |